# Gesellschaft für angewandte Versicherungs-Informatik
Die Gesellschaft für angewandte Versicherungs-Informatik mbH (GaVI) war ein Unternehmen mit Hauptsitz in Mannheim. Sie war Hardware- und Netzwerk-Dienstleister vieler Öffentlicher Versicherer und trat als Domain-Registrar für alle Öffentlichen Versicherer in Erscheinung.

## Unternehmen
Die Gesellschaft für angewandte Versicherungs-Informatik (GaVI) mbH wurde am 1. Juli 2002 gegründet und nahm ihren Betrieb am 1. Januar 2003 auf. 
Der Sitz der Gesellschaft war Mannheim. Die GaVI hatte zirka 490 Mitarbeiter an elf Standorten: Mannheim, Kassel, München, Stuttgart, Münster, Kiel, Karlsruhe, Hamburg, Wiesbaden, Berlin, Erfurt und Saarbrücken. 
Der Umsatz lag 2007 bei ca. 190 Millionen €. Das Unternehmen war eine gemeinsame Tochter der Versicherungskammer Bayern (54 %), der SV SparkassenVersicherung (23 %), und der Provinzial NordWest (23 %).
Zum 31. Dezember 2014 löste sich das Unternehmen auf und wurde in die beteiligten Versicherungsunternehmen reintegriert.

## Geschäftstätigkeit
Das Unternehmen war ein Full Service Provider für den Betrieb von IT- und Telekommunikations-Infrastruktur; es erbrachte oder beschaffte alle dafür nötigen Leistungen, inklusive aller verbundenen Beratungs- und Konzeptionsleistungen. Das aktuelle Aufgabenvolumen wurde durch folgende Kennzahlen (Stand 2008) charakterisiert:
- 4 Rechenzentren
- 13.000 MIPS Großrechner-Leistung
- 700 Unix/Linux-Server
- 2.100 Intel-basierte Server
- 700 Terabyte managed Storage
- 260 Mio. Seiten Druck p. a.(Geschäftskorrespondenz der Kunden)
- 31.000 Anwender-Arbeitsplätze
- 21.000 Sprachendgeräte (VoIP, konventionell)
- 7 Call-Center der Kunden
- 300.000 Calls p. a. im Service Desk

Im Bereich Netzwerk- und Systemwartung konzentrierte sich die Firma auf zwei Gebiete: „Basissysteme und Datenbanken“ und „Daten- und Telekommunikationsnetzwerke“. Das Aufgabengebiet Basissysteme und Datenbanken umfasste die Planung, die Konzeption, die Auswahl, die Bereitstellung, die Betreuung und die Sicherstellung der Verfügbarkeit.
Das Aufgabengebiet Daten- und Telekommunikationsnetzwerke umfasste die Planung, die Konzeption, die Bereitstellung und die Abnahme, sowie die Betreuung und Beratung der Kunden zum Einsatz der Daten- und Telekommunikationsnetzwerke. Für die hauptsächlich aus Versicherungsunternehmen bestehenden Kunden stellte die GaVI ferner die Produktionsplanung und Ablaufsteuerung, den plattformübergreifenden Produktionsbetrieb, die Bereitstellung und das Betreiben von Arbeitsplatzkomponenten und den Betrieb der dezentralen Infrastruktur für den Kunden vor Ort. Ausgeprägte Spezialkompetenzen waren das ganzheitliche Management des Betriebs komplexer Viel-Komponenten-Anwendungen sowie das End-to-End-Performance-Management (Analyse, Beratung, Optimierung).
Die Kundenbetreuung sollte ein wesentliches Aufgabenfeld des Unternehmens sein. Es umfasste die Bearbeitung von Anfragen, Angeboten, Aufträgen ebenso wie die Vermittlung kompetenter Ansprechpartner in allen Fragen des IT-Betriebs sowie die Planung neuer IT-Infrastrukturen.
Die Kunden waren:
- Feuersozietät
- OEV Online Dienste GmbH
- Provinzial NordWest
- Sparkassen-Versicherung Sachsen
- SV SparkassenVersicherung
- Versicherungskammer Bayern
- Versicherungs-Informatik GmbH